# Song for Mother E
Song for Mother E ist ein Jazzalbum von Amina Claudine Myers. Die am 9. Oktober 1979 in den Big Apple Recording Studios, New York City entstandenen Aufnahmen erschienen 1980 auf Leo Records. 2024 wurde das Album als Download auf der Plattform Bandcamp wiederveröffentlicht.

## Hintergrund
Während Myers‘ Debütalbum Poems for Piano: The Piano Music of Marion Brown, das 1979 veröffentlicht wurde, noch die Kompositionen von Marion Brown enthielt, markierte ihr zweites Album Song for Mother E die Herausbildung der eigenen Stimme der Keyboarderin, meinte Shaun Brady. Das Album enthält eigene Stücke für Klavier und Orgel, die nur von Schlagzeuger Pheeroan akLaff begleitet werden. Dieses Album widmete Amina Claudine Myers ihrer Mutter Elnora M. Thurman.

## Titelliste
- Amina Claudine Myers: Song for Mother E (Leo Records LR 100)[2]

1. I’m Not Afraid 4:42
2. 3/4 of 4/4 5:15
3. Have Mercy Upon Us / Chant 10:50
4. Song for Mother E 3:40
5. The Real Side 5:50
6. The Immortal 5:36
7. Inner Destruction 7:36
8. I’m Not Afraid, Refrain 3:09

Die Kompositionen stammen von Amina Claudine Myers.

## Rezeption
Michael G. Nastos verlieh dem Album in Allmusic viereinhalb Sterne und schrieb, die Duette mit dem Perkussionisten Pheeroan Aklaff würden wie die einer größeren Gruppe klingen. Dies sei ausgezeichnete Musik.
Leo Feigins erste Veröffentlichung auf seinem Label Leo Records sei zugleich sein erstes Meisterwerk, lobte Shaun Brady (Daily Bandcamp). Myers’ viele Facetten reichten vom klavierbasierten Opener „I’m Not Afraid“, der den Einfluss von McCoy Tyner offenbare, bis zum hochmodernen Orgelspiel von „3/4 of 4/4“, von der Gospel-Ehrfurcht des Titeltracks bis zur von Alice Coltrane beeinflussten spirituellen Suche von „Have Mercy Upon Us“. Wie bei vielen ihrer Landsleute in der AACM habe Myers’ Karriere mehrere parallele Wege beschritten, von denen jeder auf diesen bemerkenswerten Ausgangspunkt zurückgeführt werden könne.